# Shi Dongpeng
Shi Dongpeng, född 6 januari 1982, är en friidrottare från Kina. Han deltog vid olympiska sommarspelen 2004, olympiska sommarspelen 2008 och olympiska sommarspelen 2012.